# Parafia św. Stanisława i św. Marii Magdaleny w Dzierzkowicach
Parafia św. Stanisława i św. Marii Magdaleny w Dzierzkowicach – jedna z 8 parafii w dekanacie Urzędów w rzymskokatolickiej archidiecezji lubelskiej.

## Parafia
W skład parafii wchodzi 8 wsi:
- Dzierzkowice-Góry
- Dzierzkowice-Podwody
- Dzierzkowice-Rynek
- Dzierzkowice-Wola
- Dzierzkowice-Zastawie
- Krzywie
- Ludmiłówka
- Terpentyna

## Historia parafii

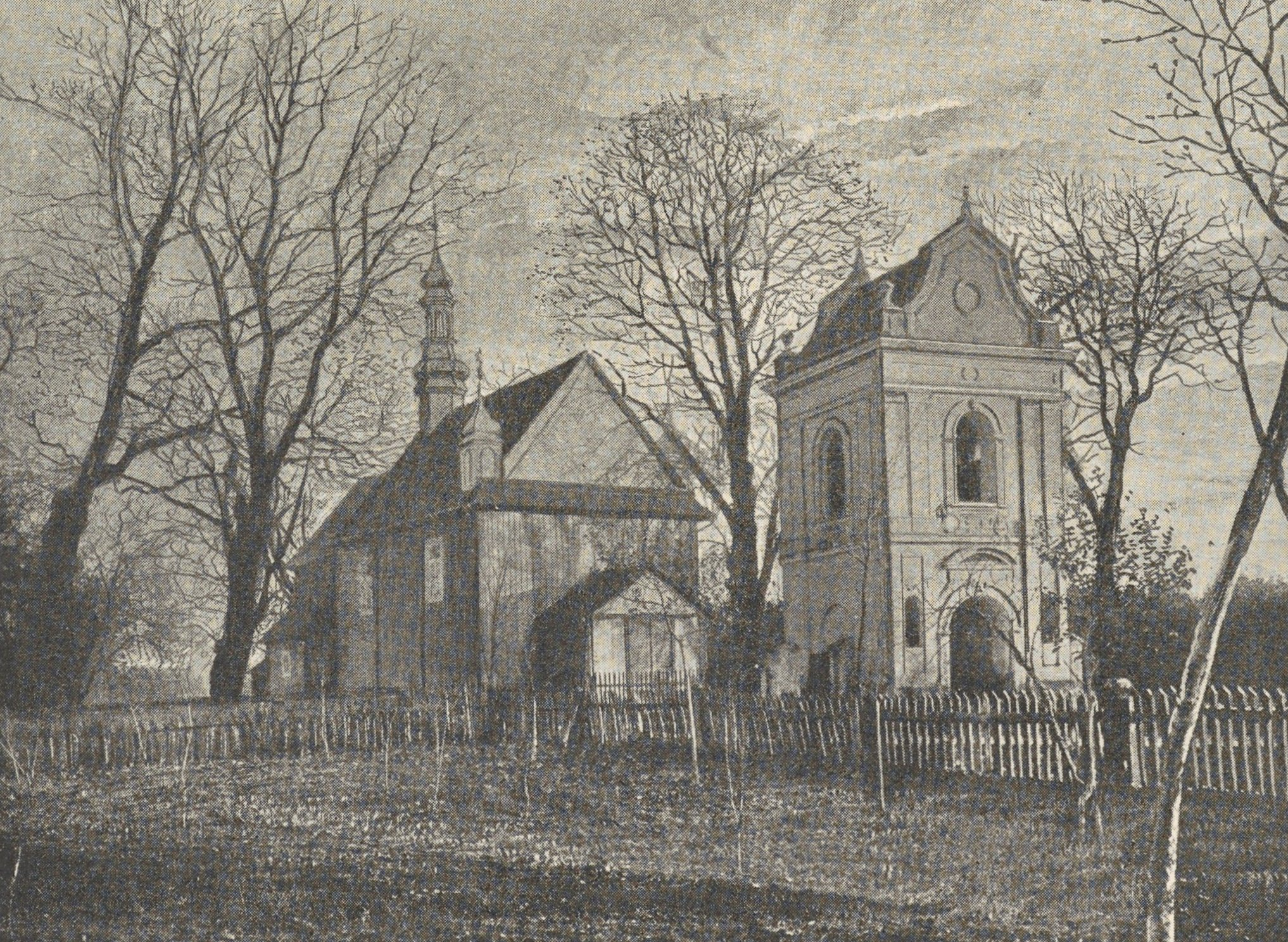
Widok kościoła przed 1908

Pierwsze wzmianki o istnieniu parafii pochodzą z 1326. Obejmowała ona m.in. dzisiejsze parafie w Księżomierzy i Olbięcinie. Król Władysław Jagiełło nadał jej także 3 łany ziemi ornej.

W okresie przynależności do diecezji krakowskiej, wchodziła w skład archidiakonatu zawichojskiego, dekanatu Urzędów, później Janów, Kraśnik i obecnie Urzędów.
Podczas reformacji proboszcz był zmuszony opuścić świątynię (druga połowa XVI – początek XVII w.) Posługi religijne spełniano w sąsiedniej parafii Popkowice. Początkowo ze względu na rozległy teren pracował tu także wikariusz, a w XVIII w. jest również prebendarz. Do 1839 egzystował przy kościele dom szpitalny dla ubogich, w XVIII w. istniała także biblioteka licząca 65 dzieł.

W 1915 ustępujące wojska rosyjskie spaliły plebanię i budynki gospodarcze, kościół jednak udało się ocalić. Spłonęło stare archiwum. Nowe zabudowania wzniesiono w okresie międzywojennym.
Archiwum parafialne zawiera m.in. metryki od 1945, księgę wizytacji kanonicznych, kronikę parafialną z XX w.